# Маттан III
Маттан III (1-а пол. V ст. до н. е.) — цар міста-держави Тір. Його ім'я ймовірно є скороченням від Матанбаал. Деякі дослідники рахують його як Маттана IV, враховуючи суфета 560-х років до н.е.

## Життєпис
Син тірського царя Хірама IV. Посів трон десь у 490-х роках до н. е. Основні відомості про Магарбаала відносяться до періоду греко-перських війн.
480 року до н. е. очолив тірські судна, що доєдналися до царського флоту. Геродот ставить равадський флот на 2-є місто слідом за сідонським, що відповідає політичному і економічному значенню Тіра на той час.
Брав участь у морських битвах при Артемісії та Саламіні. За свідченням Діодора Сицилійського, залишки флоту фінікійців, не чекаючи дозволу перського царя, залишили прибережні води Аттики і відпливли до себе на батьківщину. Можливо це стало причиною наказу царя Ксеркса I стратити багатьох фінікійських флотоводців. Але наврядчи, що серед них був Маттан III. Напевне він панував до 450 року до н. е. через відсутність спадкоємців або з інших причин тірський трон перейшов до Баалшиллема І, царя Сідона.